# كارستن كرون
كارستن كرون (بالهولندية: Karsten Kroon) مواليد 29 يناير 1976 في هولندا، هو دراج هولندي في صنف سباق الدراجات على الطريق. شارك في دورة الألعاب الأولمبية الصيفية.

## سجل النتائج

### سباقات أو مراحل فاز بها
- طواف فرنسا
- بطولة العالم لسباق الدراجات على الطريق

## روابط خارجية
- كارستن كرون على موقع الاتحاد الدولي للدراجات (الإنجليزية)
- كارستن كرون على موقع أرشيف الدراجات (الإنجليزية)
- كارستن كرون على موقع إحصائيات الدراجات الإحترافية (الإنجليزية)
- كارستن كرون على موقع نسبة الدراجات (الإنجليزية)
- كارستن كرون على موقع CycleBase (الإنجليزية)
- كارستن كرون على موقع أوليمبيديا (الإنجليزية)